# Sten Sture Starszy
Sten Sture Starszy (szw. Sten Sture den äldre) (ur. ok. 1440 (wg innych źródeł najpóźniej w 1437 lub najwcześniej w 1437), zm. 14 grudnia 1503) – szwedzki regent (szw. riksföreståndare) od 1471 (lub 1470 wg innego źródła) do 1497 i 1501–1503 w okresie Unii Kalmarskiej. Syn członka rady królewskiej (szw. riksrådet) Gustafa Sture i Birgitty Stensdotter (z rodu Bielke).
W 1466 poślubił Ingeborg Åkesdotter z rodu Tott (zm. 1507), córkę rycerza i członka duńskiej rady królewskiej Åke Axelssona oraz Märty Bengtsdotter z rodu Vinstorpaätten.
10 października 1471 wojska szwedzkie dowodzone przez Stena Sture Starszego w bitwie na wzgórzu Brunkeberg pokonały wojska duńskie prowadzone przez Chrystiana I. Na pamiątkę tego zwycięstwa ufundował on rzeźbę Święty Jerzy ze smokiem (szw. Sankt Göran och draken ). Rzeźba znajduje się w katedrze Storkyrkan w Sztokholmie. Uważany za zdolnego i bezwzględnego polityka.
Jego pomnik z 1925 znajduje się w Uppsali.